# Pique (Fluss)
Die Pique ist ein Fluss in Frankreich, der im Département Haute-Garonne in der Region Okzitanien verläuft. Ihr Quellbach entspringt in den Pyrenäen, nahe der Grenze zu Spanien, östlich des Pic de la Mine, im Gemeindegebiet von Saint-Mamet. Der Fluss schlägt zunächst im Vallée de la Frèche einen Bogen um den Pic de la Pique (2394 m), entwässert dann generell in nördlicher Richtung und mündet nach rund 33 Kilometern unterhalb von Cierp-Gaud als linker Nebenfluss in die Garonne.

## Orte am Fluss
- Saint-Mamet
- Bagnères-de-Luchon
- Cierp-Gaud